# Jen Beattie
Jennifer Patricia Beattie est une footballeuse internationale écossaise née le 13 mai 1991 à Glasgow. Actuellement au Bay FC, elle joue au poste de défenseuse ou de milieu de terrain.

## Carrière

### En club
Jennifer Beattie a commencé sa carrière avec Queen's Park à 15 ans. En janvier 2008, elle rejoint le Celtic. En juillet 2009, elle part à Arsenal. Elle signe ensuite à Montpellier en juillet 2013. Le 23 décembre 2014, Manchester City annonce que Beattie rejoint le club au 3 janvier 2015. En octobre 2015, elle est prêtée à Melbourne City, club affilié à Manchester City. Elle y remporte la W-League, en terminant la saison invaincue et en marquant lors du Grand Final, la finale du championnat.
En novembre 2018, elle atteint les 100 matches avec Manchester City.
Le 5 juin 2019, elle retourne à Arsenal.

### En sélection
Jennifer Beattie a joué avec les U19 de l'Écosse avant de faire ses débuts avec l'équipe A le 5 mars 2008 contre les États-Unis en entrant en jeu à la 68e minute. Elle inscrit son premier but le 3 mai 2008 contre le Portugal.
Le 4 mars 2011, son but contre l'Angleterre est historique : c'est la première fois que les Écossaises battent les Anglaises en plus de 30 ans.
Le 5 février 2012, elle marque un quadruplé contre l'Irlande du Nord.
Cadre de la sélection avec plus de 100 sélections, elle ne participe toutefois pas à l'Euro 2017 à cause d'une blessure à la cheville.
Lors de la Coupe du Monde 2019, elle est titulaire lors des trois matches de l'Ecosse en phase de groupes et inscrit un but contre l'Argentine lors du troisième match.

## Palmarès
Manchester City
- WSL1 en 2016
- WSL Cup en 2016

 Melbourne City
- W-League en 2015-2016

 Arsenal Ladies
- WSL1 en 2009-2010
- Fa Cup: en 2010-2011

### Distinctions personnelles
- Membre de l'équipe-type de FA WSL 1 en 2016.
- Joueuse de l'Année aux Northwest Football Awards 2018[7].

## Vie personnelle
Elle est la fille de John Beattie, ancien international écossais de rugby à XV, et la sœur de Johnnie Beattie, joueur de rugby à Bayonne et international écossais.